# تصویری کهنه بر قاب قدیمی
تصویری کهنه بر قاب قدیمی نمایشنامه‌ای از محمد چرمشیر است، که در سال ۱۳۷۰ نوشته شده و در سال ۱۳۸۱ توسط انتشارات کارگاه تئاتر ایران به‌چاپ رسیده است، این نمایشنامه در سال ۱۳۷۱ با کارگردانی حسین عاطفی به‌روی صحنه رفته است.